# أندرياس أولسين
أندرياس لافا أولسين (بالإنجليزية: Andreas Lava Olsen)‏ (مواليد 9 أكتوبر 1987 في ليرفيك) لاعب كرة قدم فاروي دولي يجيد اللعب في خط الوسط . يلعب حاليا لصالح نادي فريم الدنماركي منذ 2010 .

## روابط خارجية
- أندرياس أولسين على موقع الاتحاد الدولي (مؤرشف)  (الإنجليزية)
- أندرياس أولسين على موقع الاتحاد الأوربي (الإنجليزية)
- أندرياس أولسين على موقع قاعدة بيانات كرة القدم.إي يو (الإنجليزية)
- أندرياس أولسين على موقع ناشيونال فوتبول تيمز (الإنجليزية)
- أندرياس أولسين على موقع Soccerway.com (الإنجليزية)